# اووه فریلر
اووه فریلر (انگلیسی: Uwe Freiler؛ زادهٔ ۲ مهٔ ۱۹۶۶) بازیکن فوتبال اهل آلمان است.